# Miklósy Gyula
Miklósy Gyula, névváltozat: Miklóssy, Frankl Miklósy Miklós Gyula született Frankl Sámuel (Kaposvár, 1838. december 27. – Kézdivásárhely, 1891. június 22.) magyar színész, rendező, a 19. század második felének egyik legkiemelkedőbb vidéki színigazgatója.

## Élete
Frankl Sámuel néven született Frankl Emánuel Somogy vármegyei izraelita kocsmáros és Schnitsler Száli gyermekeként. Tizennyolc évesen kitért a római katolikus vallásra. Pesten tett érettségi vizsgát, ezt követően beiratkozott az egyetem orvostudományi karára. Azonban a színház jobban vonzotta, így egyetemi tanulmányait félbehagyta és színésznek szegődött. Karrierje 1859 októberében indult, Szabó József társulatával játszott Szabadkán. Édesapja után örökségéből sikerült társulatot szerveznie 1864-ben, amellyel a rákövetkező hat esztendő folyamán megfordult Székesfehérvárott, Beregszászban, Munkácson, Szatmáron, Pécsett és Nagykanizsán. 1868. július 23-án házasságot kötött Tettau Amáliával. Miután Molnár György megbukott, 1870-ben átvette a Budai Népszínházat, de csak ideiglenesen. Miután anyagi javulás következett be, 1872. október 30-án nyitotta meg az István téri színházát (a mai Klauzál téren), amelyet nyaranta tervezett működtetni. Az intézmény nem volt hosszú életű, 1874. január 4-én a lángok martalékává vált. 1873-ban színkört épített a Városligetben is. A színház pusztulása anyagilag is tönkretette, így újból vidéki színigazgatóként dolgozott és játszott, szerencse azonban nem kísérte útján. 1890-ig bejárta az egész országot, 1891-ben Erdélyben lépett színpadra. Az István téren játszotta Jókai Mór, Vahot Imre, Dobsa Lajos, Szigeti József, Szigligeti Ede, Katona József, Schiller műveit és az Offenbach-operetteket is. Tragikus színészként is sikeresek voltak alakításai. Fellépett a Nemzeti Színházban is 1869. december 19-én, Katona József: Bánk bán című művének címszerepében, hogy szerződtessék, ám a színészet helyett inkább az igazgatóság mellett döntött. A magyar színésztársadalom megszervezéséből jelentős részt vett ki, alelnöke volt az 1871-ben megrendezett első színészkongresszusnak, később vezetőségi tagja lett az Országos Színészegyesületnek. Cikkeit a Színészek Lapja közölte.

## Családja
Felesége Tettau Amália (1848–1901) volt. 
Gyermekei
- Gyula János (Dunaföldvár, 1869. július 10/13.?[5] – ?) Apja társulatánál lépett színpadra és nevét különösen mint kitűnő bérletgyűjtő tette ismertté a vidéki színészet szolgálatában. 1898. október 10-én a Magyar Színház szerződtette. Ezután színigazgató lett; mint ilyen 1923 július havában megülte 20 éves jubileumát.[6]
- Gábor (Máramarossziget, 1871. június 27. – Kiskunfélegyháza, 1925. október 30.) színész, színigazgató.
- Ilona (Pest, 1873. január 22. – Budapest, 1958. február 27.) színésznő, írónő.
- Elemér József (Sátoraljaújhely, 1875. szeptember 11.[7] –?)
- Margit (Keszthely, 1877. június 9. – Kolozsvár, 1940. december 26.) színésznő, operettszubrett.
- Aranka Kornélia (Gyöngyös, 1879. június 29.[8] – ?)
- Béla (Baja, 1881. november 28.[9] – ?)
- Irén Sarolta (Gyula, 1884. február 21.[10] – Bácsalmás, 1930. január 4.)[11]
- Aladár András József (Igló, 1886. október 17. – Budapest, 1945. március 21.) színész, rendező, színigazgató.

Unokái: Miklósy Imre (1901–1937, ifj. Miklósy Gyula fia) és Miklósy György (1925–2007, Miklósy Aladár fia).

## Működési adatai
- 1860: Lenkei, majd Fehér Károly;
- 1861: Győr;
- 1862–64: Balogh Alajos.

### Igazgatóként
- 1869: Székesfehérvár;
- 1870: Budai Népszínház, majd Máramaros,
- 1871: Beregszász, Munkács, Máramarossziget, Szatmár, Pécs;
- 1872: Nagykanizsa; Székesfehérvár, Budai Nyári Színkör;
- 1874: Szentendre, Losonc, Rimaszombat, Rozsnyó;
- 1875: Gyöngyös, Rozsnyó, Losonc, Nyíregyháza, Nagykálló; Sátoraljaújhely, Pécs;
- 1876: Szigetvár, Kaposvár;
- 1877: Keszthely, Nagykanizsa;
- 1878: Dombóvár, Szombathely, Sümeg, Miskolc;
- 1879: Eger, Gyöngyös, Sátoraljaújhely, Miskolc;
- 1880: Eger, Nyíregyháza, Miskolc;
- 1881: Selmecbánya, Lőcse, Dunaföldvár, Baja;
- 1882: Szekszárd, Zenta, Cegléd, Nagykőrös, Kecskemét;
- 1883: Halas, Makó, Kecskemét, Orosháza, Mezőtúr,
- 1886: Szatmár, Beregszász, Munkács, Sátoraljaújhely, Bártfa, Eperjes, Lőcse, Selmecbánya;
- 1887: Korpona, Ipolyság, Selmecbánya, Tornalja, Abony, Karcag, Túrkeve, Kisvárda, Munkács;
- 1888: Huszt, Eger, Monor, Salgótarján, Hódmezővásárhely, Szarvas, Mezőtúr, Marosvásárhely;
- 1889: Dés, Torda, Sepsiszentgyörgy, Csíkszereda, Szászrégen, Brassó, Dés;
- 1890: Déva, Marosújvár, Berettyóújfalu, Mezőtúr, Lippa, Gyorok, Buzás, Nagykőrös, Cegléd, Selmecbánya, Hódmezővásárhely.